# Lourdes Fisa
Lourdes Fisa (Corbera de Llobregat, 11 de desembre de 1964) és una artista visual catalana.
Llicenciada en Belles Arts per la Universitat de Barcelona en l'especialitat de gravat i estampació l'any 1987. Va ampliar la seva formació a Alemanya gràcies a una beca Erasmus, al Hochschule für Bildende Künste de la ciutat de Braunschweig, i posteriorment a The School of the Art Institute of Chicago, als Estats Units, mitjançant una beca de la Generalitat de Catalunya. A més va fer  una estada al taller de gravat d'Anglaterra Wilkey’s Moor workshop.
Des de 1992 viu a Manresa, on va instal·lar el seu estudi. En aquest, hi ha un taller de gravat, de pintura i una sala d'exposicions. Des de l'any 2011 Lourdes Fisa obre el seu taller per tal de fer trobades amb gent amb inquietuds artístiques i generar sinergies entre els artistes.
El seu treball busca un equilibri entre la referència i l'abstracció, entre l'espai i el temps, amb els seus mapes, recorreguts, límits i territoris. Així mateix la seva obra es considera poètica i apassionada, basada en realitats viscudes que transmeten una sensibilitat per a la condició humana.
Té una àmplia i continuada trajectòria que l'ha portat a exposar les seves obres a diversos llocs del món tant en l'àmbit nacional com internacional. Ha participat en més de 40 exposicions individuals des de l'any 1988, i en més de 70 de col·lectives des de l'any 1986.